# بيتر جون أندرسون
بيتر جون أندرسون (1853 - 12 مايو 1926)، أمين مكتبة جامعة أبردين منذ عام 1894، وجامع طوابع بارز وقّع على قائمة هواة جمع الطوابع المتميزين عام 1921. كان سكرتيرًا لنادي نيو سبولدينج، ورئيسًا لجمعية هواة جمع الطوابع في أبردين وشمال اسكتلندا. وقد أوصى بمجموعتهِ من مؤلفات الطوابعية للجامعة.
كان بيتر جون أندرسون الابن الوحيد لأغنيس شو غرانت (ابنة إيزابيلا غرانت وألكسندر غرانت من دوندريغان، غلينموريستون) وبيتر أندرسون (1804-1868)، المحامي في إنفرنيس. حاز على الميدالية الذهبية من الأكاديمية الملكية في عامين متتاليين، وتخرج من جامعتي أبردين وإدنبرة، وكان أمينًا لنادي نيو سبولدينغ. كتبت شقيقته، إيزابيل هارييت غرانت أندرسون، تاريخًا عائليًا مفصلاً بعنوان "محامي إنفرنيس وأبناؤه، 1796-1878"، عن والدهم، وعميهم جون وجورج أندرسون، وجدهم، بيتر أندرسون (1768-1823)، النائب العام للمدينة.

## المكتبات والأنشطة الببليوغرافية
قيل إن أندرسون كان لا يعرف الكلل في سعيهِ لجعل مكتبة جامعة أبردين الأفضل في البلاد. وكان أحد مؤسسي نادي نيو سبولدينج، وكان سكرتيره منذ البداية، والذي نشر أعمالًا علمية حول تاريخ أبردينشاير.

## الكتابة في هواية جمع الطوابع
كان أندرسون مراسلاً غزير الإنتاج في شؤون هواية جمع الطوابع، وخاصةً فيما يتعلق بالأدب الطوابعي، الذي يبدو أنه يمتلك منهُ الكثير أو درسه. كان أول ظهور لهُ في مجلة طوابع (مجلة جامع الطوابع) في مايو 1869 عندما كان في السادسة عشرة من عمره تقريبًا. كان مساهمًا متكررًا في مجلة السجل الطوابعي، حيث اشتهر منذ عام 1880 عندما كتب عن أقدم ظهور للطوابع المبكرة لموريشيوس في الأدب الطوابعي. في عام 1883، كتب إلى مجلة السجل الطوابعي من نادي أبردين المحافظ (كما كان يفعل غالبًا) حول التناقضات في روايات استخدام طوابع الصحف البريطانية، مقارنًا الأوصاف التي رآها في مجلات مختلفة. في المجلد السادس كتب عن أنواع مختلفة من تقليد مظروف مولريدي وأعداد الطوابع المذكورة في فهارس مختلفة، وبدءًا من المجلد السابع، عن الأدب البريدي الإنجليزي المبكر والذي حول سلسلته لاحقًا إلى كتاب.

## منشورات مختارة
- Early English Philatelic Literature 1862–65. London: The Philatelic Literature Society, 1912. (with B. T. K. Smith)
- Philatelic Literature Collecting in 1864–79: Reminiscences and extracts from a diary. London: P.J. Anderson, 1919. (Limited to 30 copies privately circulated)